# Plougourvest
 Plougourvest  (en bretón Gwikourvest) es una población y comuna francesa, situada en la región de Bretaña, departamento de Finisterre, en el distrito de Morlaix y cantón de Landivisiau.

## Demografía
| 1009 | 1007 | 1023 | 1060 | 1124 | 1144 |
| Para los censos de 1962 a 1999 la población legal corresponde a la población sin duplicidades (Fuente: INSEE [Consultar]) |      |      |      |      |      |